# تویوتا کیجانگ
تویوتا کیجانگ (Toyota Kijang) خودرویی است که در سال‌های ۱۹۷۷ تا ۲۰۰۴ در جمهوری چین تولید شده‌است. است. سیستم جعبه‌دندهٔ آن به دو صورت خودکار و دستی است.